# Різжак великий
Різжа́к великий (Campylorhynchus chiapensis) — вид горобцеподібних птахів родини воловоочкових (Troglodytidae). Мешкає в Мексиці і Гватемалі.

## Опис
Довжина птаха становить 20-22 см, вага 43,4-57 г. Верхня частина голови, шия і плечі чорна. Над очима білуваті і охристі "брови", через очі ідуть чорні смуги. Верхня частина тіла каштанова, хвіст темно-каштановий, всі стернові пера, крім центральної пари, на кінці мають білу смугу. Крила сірувато-чорні, другорядні махові пера каштанові, легко смугасті, верхні покривні пера крил каштанові. Щоки, підборіддя, горло і груди білі, живіт і гузка мають охристий відтінок. Очі червонувато-карі, дзьоб зверху чорний, знизу сірий, біля основи білий, лапи блідо-сизі або сірувато-коричневі. Виду не притаманний статевий диморфізм. Молоді птахи мають подібне забарвлення, однак нижня частина тіла у них білувата, а не біла.

## Поширення і екологія
Великі різжаки мешкають в прибережних районах мексиканського штату Чіапас, а з 2010 року багато разів спостерігалися на крайньому північному заході Гватемали. Вони живуть в чагарникових заростях, в насадженнях і садах, не далі, ніж за 50 км від узбережжя, на висоті до 300 м над рівнем моря. Живляться безхребетними, яких шукають переважно на землі і в чагарниках.
Сезон розмноження у великих різжаків триває з травня по липень. Гніздо кулеподібне з бічним входом, робиться з сухої трави, стебел та інших рослинних волокон, розміщується на акації. В кладці 3 світло-коричневих яйця, поцяткованих кремовими плямами. За сезон може вилупитися два виводки. Ймовірно, великим різжакам притаманний колективний догляд за пташенятами.